# Gather darkness
Gather darkness is een studioalbum van Arcane. Arcane is dan een eenmansband van Paul Lawler. Het album bevat elektronische muziek in de stijl van de Berlijnse School voor elektronische muziek. Lawler ging daarmee verder met de stijl die Arcane op twee obscure albums had voortgebracht in de jaren zeventig. Muzikaal voorbeeld was destijds Tangerine Dream met hun albums uit de genoemde periode (Rubycon en Phaedra) met dus ook fragmenten ambient. Lawler bespeelde voornamelijk analoge synthesizers.
Het album verscheen op Neu Harmony, een platenlabel gespecialiseerd in elektronische muziek.

## Muziek
| Nr. | Titel                | Duur  |
| --- | -------------------- | ----- |
| 1.  | Dystopian fictions   | 16:10 |
| 2.  | Gather darkness      | 15:49 |
| 3.  | Flight from time one | 14:59 |
| 4.  | Requiem              | 12:15 |
| 5.  | Time will run back   | 9:32  |